# Karl Broodhagen

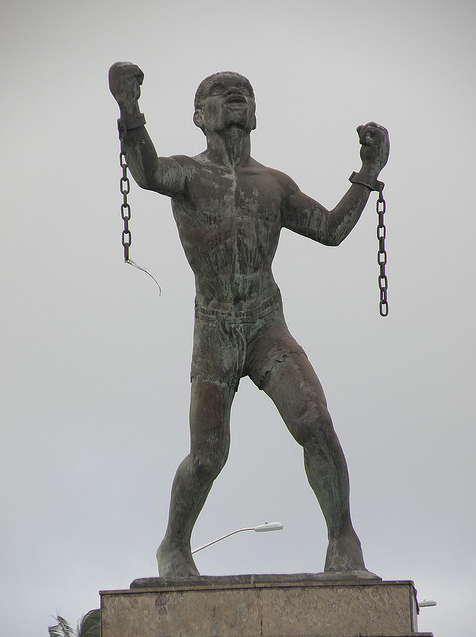
La Emancipación de Bussa

Karl Broodhagen (Georgetown, 1909–Bridgetown, 2002) fue un escultor y pintor de Barbados nacido en la Guayana Británica. Interesado por la figura femenina y la belleza local, entre sus obras famosas destacan la Estatua de la Emancipación de Bussa, la estatua del Primer Ministro Grantley Herbert Adams o la del jugador de crícket Garfield Sobers.
Con 15 años se mudó a Barbados para comenzar como aprendiz de sastre. Empezó con la pintura y la escultura en los años 1930 y estudió en los años 1950 en Goldsmiths. En 1996 regresó a Barbados.